# La Vallée-du-Richelieu
A Regionalidade Municipal do Condado de La Vallée-du-Richelieu está situada na região de Montérégie na província canadense de Quebec. Com uma área de mais de quinhentos quilómetros quadrados, tem, segundo o censo de 2005, uma população de cerca de cem mil pessoas sendo comandada pela cidade de Beloeil. Ela é composta por 13 municipalidades: 6 cidades, 6 municípios e 1 freguesia.

## Municipalidades

### Cidades
- Beloeil
- Carignan
- Chambly
- Mont-Saint-Hilaire
- Otterburn Park
- Saint-Basile-le-Grand

### Municípios
- McMasterville
- Saint-Antoine-sur-Richelieu
- Saint-Charles-sur-Richelieu
- Saint-Denis-sur-Richelieu
- Saint-Marc-sur-Richelieu
- Saint-Mathieu-de-Beloeil

### Freguesia
- Saint-Jean-Baptiste